# Грідасов Дмитро Матвійович
Дмитро Матвійович Гридасов (нар. 1916 — 13 лютого 1989) — український радянський діяч, голова (березень 1959 — липень 1982) виконкому Сталінської обласної ради депутатів трудящих. Депутат Верховної Ради УРСР 5—7-го скликань. Депутат Верховної Ради СРСР 8—10-го скликань. Член ЦК КПУ в 1960—1986 р.

## Життєпис
Народився в селі Гридасове, тепер Солнцевского району Курської області у селянській родині.
У 1934—1936 роках працював вантажником, 1938 року — десятником, а з 1938 до 1939 року був нормувальником транспортного цеху Костянтинівського хімічного заводу Сталінської області. Протягом березня — липня 1939 року — помічник начальника транспортного цеху цього ж заводу.
З липня до вересня 1939 року працював секретарем заводського комітету комсомолу, а у вересні 1939 — жовтні 1941 року — 1-м секретарем Костянтинівського районного комітету ЛКСМУ.
Член ВКП(б) з 1940 року.
Протягом 1941—1943 років був секретарем Аткарського районного комітету ВЛКСМ Саратовської області, заступником начальника політичного відділу Аткарської МТС, головою колгоспу «Пролетар» Аткарського району.
У 1943 році повернувся в Костянтинівський район і працював завідувачем організаційно-інструкторського відділу, секретарем з кадрів та 2-м секретарем Костянтинівського районного комітету КП(б)У Сталінської області. Протягом 1947—1950 років був слухачем Вищої партійної школи при ЦК КП(б)У у місті Київ.
Із серпня 1950 до серпня 1952 року — 1-й секретар Єнакіївського районного комітету КП(б)У, із серпня 1952 до лютого 1956 року — 1-й секретар Єнакіївського міського комітету КПУ Сталінської області.
У лютому 1956 — березні 1959 року — 1-й заступник голови виконавчого комітету Сталінської обласної ради депутатів трудящих.
З березня 1959 по липень 1982 року — голова виконавчого комітету Сталінської (з 9 листопада 1961 року — Донецької) обласної ради депутатів трудящих (народних депутатів). Із січня 1963 по грудень 1964 року працював головою виконавчого комітет Донецької промислової обласної ради депутатів трудящих.
У 1966 році заочно закінчив Київський інститут народного господарства.
З 1982 року — персональний пенсіонер союзного значення.
Обирався членом ЦК КПУ на XXІ-XXІV з'їздах. Депутат ІІІ-XІ скликань Сталінської (Донецької) облради.

## Нагороди
- два ордени Леніна
- орден Жовтневої Революції
- два ордени Трудового Червоного Прапора
- ордени
- 10 медалей
- Почесна грамота Президії Верховної Ради Української РСР (28.12.1977)